# Distrito Regional de Comox Valley
O Distrito Regional de Comox Valley (enumerado como 9) é um dos vinte e nove distritos regionais da Colúmbia Britânica, no oeste do Canadá. A área cobre uma área de 2.425 quilômetros quadrados, dos quais 1.725 quilômetros quadrados são terrestres (o restante é água) e possui uma população de 63.538 habitantes, de acordo com o censo de 2011. O distrito faz fronteira com o Distrito Regional de Strathcona a noroeste, com o Distrito Regional de Alberni-Clayoquot a sudoeste e o Distrito Regional de Nanaimo a sudeste, bem como o Distrito Regional de Powell River ao longo do Estreito da Geórgia a leste.
Os escritórios administrativos estão na cidade de Courtenay.